# 陈牧驰
陈牧驰（1997年3月4日—），原名陈海亮，出生于新疆维吾尔自治区昌吉回族自治州，中国男演员。2018年1月入选电影《封神三部曲》训练营，2019年在《封神三部曲》中饰演商纣王殷寿的儿子殷郊。2021年主演当代传奇剧《山河表里》。同年出演现实题材电视剧《功勋》中的《孙家栋的天路》单元，此剧于2021年12月播出，是陈牧驰第一部和观众见面的作品。2023年，他主演的《封神第一部：朝歌风云》上映，参演的古装仙侠剧《星落凝成糖》及海洋冒险网络剧《南海归墟》播出。2024年5月1日，陈牧驰与金志文、于毅在央视五一国际劳动节“心连心”特别节目中共同演唱歌曲《心之所向》，于综合频道(CCTV-1)、综艺频道(CCTV-3)等平台播出。2025年，他主演的《封神第二部：战火西岐》上映。

## 演艺经历
2017年，陈牧驰偶然看到电影《封神三部曲》正在进行演员海选，他鼓起勇气尝试，在通过全球15000人的大规模海选和二轮1400人的最终面试后，获得了进入“封神演艺训练营”的机会。
2018年1月到7月，陈牧驰在“封神演艺训练营”中与其他二十多位候选人一起进行了为期半年的高强度专业训练和四次考核（训练营每周学习六天，每天不少于12小时），最终在通过考核后拿到属于自己的角色——太子殷郊。乌尔善导演解释自己为何选择陈牧驰出演殷郊：“殷郊是一个悲情角色，带着贵族的自信，但很忧郁，陈牧驰有着接近人物的体验 ”。
2018年8月27日-2020年1月，陈牧驰作为主角之一参演了系列电影《封神三部曲》，在该电影中饰演太子殷郊，历时一年半，得益于前期训练，在电影拍摄时，骑马、射箭等高难度动作戏均由演员本人完成，剧组动作组工作人员透露，陈牧驰承担了大部分高风险的吊威亚动作戏份，特别是没有安全措施（如海绵垫）的情况下硬落地的“殷郊跳鹿台”戏和“殷郊追白狐”戏等，并因此腿部和头部受伤。在“劫法场”戏中，殷郊包括眼睛、面部在内被混天绫全身包裹后快速垂直吊威亚拉升的表演也由本人亲自完成，并非道具。殷郊宗庙戏中陈牧驰在冬天赤膊上阵，过程中不慎撞伤，导致指关节受伤、指甲盖外翻，该场戏最终也成为电影被观众津津乐道的场面之一。陈牧驰本人并未公开提及过这些事件，均为剧组工作人员及电影幕后花絮透露，在其中一次与与工作人员的谈话中，被问及是否感到疲惫时，陈牧驰表示所有人的工作都是累的，但是自己还能坚持，就继续努力做好，不愿多说什么”
2021年3月28日-2021年7月7日，与演员陈星旭搭档参演改编自Priest（P大）同名小说的现代奇幻电视剧《山河表里》开拍，历时三个月。陈牧驰在剧中饰演离衣族族长南山。
2021年9月29日-2022年1月6日，陈牧驰参与古装仙侠剧《星落凝成糖》拍摄，在剧中饰演沉渊族三殿下嘲风。
2021年9月26日，重大现实题材电视剧《功勋》开播，陈牧驰在《孙家栋的天路》单元中饰演战士小罗。本剧是陈牧驰第一部和观众见面的作品。
2023年2月16日，与陈星旭，李兰迪，何宣林搭档主演的古装仙侠剧《星落凝成糖》在江苏卫视、浙江卫视首播。2月23日在广州举行媒体见面会，刘宁、陈星旭、李兰迪、陈牧驰、何宣林等主创人员出席。
2023年5月12日-2023年9月16日
，参演玄幻修仙剧《斗罗大陆2》，从开机到杀青历时4个月，陈牧驰在剧中饰演星罗王国二皇子戴沐白。
2023年7月20日，参演的大型奇幻电影《封神第一部：朝歌风云》在各大院线上映，陈牧驰作为主演之一，参与了多场路演，其在电影中的“封神绑”形象被观众热议，又因积极宣传制造热梗被网友呼吁“请宣发传位给陈牧驰”（改编自其在电影中台词“请父王传位于我”）。2023年12月其饰演的殷郊在新浪微博被网友票选为“2023十大出圈男性角色”。2024年5月其凭借此角色入选第37届大众电影百花奖最佳新人奖初评名单。
2023年9月28日，参与录制的演员成长纪实观察真人秀《封神训练营》在芒果TV播出。
2023年10月8号，友情客串古装奇幻仙侠剧《千多桃花一世开》，在剧中饰演潜光君。
2023年11月27日
，参演的电视剧《南海归墟》在腾讯视频独家开播，陈牧驰在剧中饰演古代神秘部落恨天部后裔古猜。
2024年5月1日，参加央视五一晚会《中国梦·劳动美——2024五一国际劳动节“心连心”特别节目》，与金志文、于毅一同演唱《心之所向》。
2024年6月以及2024年8月，陈牧驰参与综艺节目《超新星运动会第五季》的录制，是冠军队伍“闪闪发光”队成员之一，并在本次超新星运动会参与的项目中获得金银铜三枚奖牌。

## 出演作品

### 电影
| 首映年份 | 片名                 | 角色 |
| -------- | -------------------- | ---- |
| 2023年   | 封神第一部：朝歌风云 | 殷郊 |
| 2025年   | 封神第二部：战火西岐 | 殷郊 |

### 电视剧/网络剧
| 首播年份 | 剧名             | 角色   | 備註                 |
| -------- | ---------------- | ------ | -------------------- |
| 2021     | 功勋             | 小罗   | 單元《孙家栋的天路》 |
| 2023     | 星落凝成糖       | 嘲风   | [ 43 ] [ 44 ]        |
| 2023     | 南海归墟         | 古猜   | 网络剧               |
| 2024     | 斗罗大陆之燃魂战 | 戴沐白 |                      |
| 2025     | 千朵桃花一世开   | 潜光君 |                      |
| 待播     | 山河表里         | 南山   |                      |

## 杂志写真
| 年份 | 刊物             | 期卷 | 封面/内页 |
| ---- | ---------------- | ---- | --------- |
| 2018 | 时尚先生 Esquire | 11月 | 内页      |
| 2023 | 风度 men's uno   | 3月  | 内页      |
| 2023 | RETRO风尚        | 3月  | 封面      |
| 2023 | 博客天下         | 9月  | 封面      |
| 2023 | OK!精彩          | 10月 | 封面      |
| 2023 | 精品购物指南     | 10月 | 封面      |
| 2023 | 公益头条         | 10月 | 封面      |
| 2023 | 睿士 ELLE MEN    | 11月 | 内页      |
| 2024 | WAVES漫潮        | 4月  | 封面      |
| 2024 | 时尚芭莎         | 8月  | 内页      |

## 综艺节目
| 播出时间  | 节目名称                                          | 播放平台                                 |
| --------- | ------------------------------------------------- | ---------------------------------------- |
| 2023-9-28 | 封神训练营                                        | 芒果TV                                   |
| 2024-5-1  | 中国梦·劳动美 —2024五一国际劳动节“心连心”特别节目 | 中央电视台综合频道、中央电视台综艺频道等 |
| 2024-8    | 超新星运动会                                      | 腾讯视频、腾讯体育                       |

## 时尚活动
2023年3月18日，陈牧驰出席盖娅传说2023AW天外时装秀。

### 2023米兰时装周
2023年9月20日，陈牧驰出发米兰时装周，随后3天时间看了6场秀：包括9月20日 吉承JI CHENG 2024秀场，9月20日 BOSS ，9月22日 TOD’S 2024 春夏系列时装秀，9月22日 七匹狼septwolves双面秀场，9月23日 Ferragamo时装秀，9月23日 DIESEL 2024春夏系列秀场。

### 2023ELLE风尚大典
2023年11月3日，陈牧驰身穿高定Faux feather from Yuima Nakazato Fall 2023出席ELLE风尚大典。

## 公益活动
2023年4月21日，云南滇金丝猴守护大使陈牧驰呼吁关注滇金丝猴，在4月22日的世界地球日，与直直公益及云南省绿色发展基金会一起，为滇金丝猴修建旱季饮水点。2023年8月17日，雪豹守护人陈牧驰在中国新疆包场支持纪录片电影《雪豹和她的朋友们》 ，呼吁关注中国野生动物保护，宣传中国雪豹纪录片。2023年10月3日，可可西里藏铃羊守护官陈牧驰,为一只在索南达杰保护站中的藏羚羊宝宝命名“多宝”，呼吁保护野生近危动物。2023年11月3日，陈牧驰助力推进乡村振兴，为青海省乡村的留守儿童送去体育器材。

## 個人生活
在加入《封神三部曲》剧组之前，陈牧驰曾加入中国人民解放军，入伍两年。
2023年10月，陈牧驰通过社交媒体确认，他曾经有过一段婚姻，已和平分手且双方没有孩子。该声明是在一系列涉及他个人信息的文件在互联网上传播后发布的，据称这些文件包括民政部门的婚姻登记记录和陈牧驰的个人身份信息。陈牧驰的工作室于2023年10月14日宣布已经开始采取法律措施，以应对其个人隐私权受到的侵犯。

## 人物评价
媒体对陈牧驰的形象评价为身材健硕，五官硬朗，脸庞中隐约藏着一些异域风，同时透露出阳光与不羁，充满了男性荷尔蒙的气息。陈牧驰本人个性比较内敛和沉稳，但其在封神路演中表现的幽默有梗、善于活跃气氛，性格较为反差，导演乌尔善评价他“身上有一种特殊的幽默感”；表演指导刘天池在采访中评价陈牧驰是个可爱、直接、呆萌，很有少年气的人，同时具备信念感，眼神坦诚，表演具有爆发力。费翔评价陈牧驰私底下就是个憨厚的人，很容易被骗。殷郊、嘲风等角色采用的表演方法主要是“体验派”方法，这需要大量消耗自身能量，陈牧驰对待演员事业，自律、肯吃苦，这受到了曾经的军旅生涯的影响。

## 外部連結
陈牧驰的新浪微博
陈牧驰工作室新浪微博 （页面存档备份，存于）